# Milagros García Crespo
Milagros García Crespo (Bilbao, 1934) es una política y economista española, catedrática de la Universidad del País Vasco. Fue la primera mujer decana universitaria en España así como primera mujer en presidir el Tribunal de Cuentas y primera mujer consejera del Gobierno Vasco. 

## Biografía
Nació en Bilbao en 1934. Estudió Ciencias Económicas en Bilbao. Se doctoró en Ciencias Económicas en 1966 en la Universidad de Barcelona y recibió un diploma superior en Economía Comparada por la Universidad Internacional de Luxemburgo en 1966.

### Trayectoria académica
Desde 1960 a 1969 fue profesora ayudante y posteriormente adjunta en la Universidad de Barcelona. En 1970 fue profesora adjunta de Política Económica primero y catedrática de "Economía y Estadística" de la Escuela de Estudios Empresariales de Santander. En 1973 logró la cátedra de Economía Aplicada. En 1978 fue elegida vicedecana de la Facultad de Ciencias Económicas de la Universidad de Bilbao y posteriormente, en 1981 fue elegida decana de la facultad bilbaína, siendo la primera mujer que ocupó dicho cargo en el ámbito universitario español hasta el año 1986.

### Trayectoria política
De 1987 a 1989 fue consejera de Economía y Planificación del Gobierno Vasco, siendo la primera mujer en ser nombrada consejera. De 1989 a 1991 fue Presidenta del Tribunal Vasco de Cuentas Públicas. Fue consejera del Tribunal de Cuentas desde 1992 hasta 2001, llegando a presidirlo entre 1994 y 1997. También fue presidenta del Tribunal Vasco de Cuentas Públicas.

## Obras
- Influencia de las inversiones en educación sobre el desarrollo económico (tesis de doctorado), Barcelona, 1967.
- Crecimiento y crisis de la economía vasca 1939-1975, Bilbao, 1979.[10]
- La Economía Vasca durante el franquismo, Bilbao, 1982.[11]
- Introducción a la Ciencia económica, Madrid, 1968.[4]
- Temas de Economía Política, Bilbao, 1980.[4]

## Premios y reconocimientos
- 1999 Medalla de oro del Tribunal Vasco de Cuentas Públicas.[8][9]
- 2008 Medalla de la Orden del Mérito Constitucional.[12]
- 2011 Premio "Lan Onari" del Gobierno Vasco.[13]
- 2020 Premios Zirgari a la Igualdad de la Diputación Foral de Bizkaia y BBK.[14][15]